# Gyakorlati Diplomácia Szakkollégiuma
A Gyakorlati Diplomácia Szakkollégiuma (rövidítés: GyDSz) egy, a Budapesti Corvinus Egyetemen működő szakkollégium, mely a nemzetközi kapcsolatok területén nyújt gyakorlatias képzést tagjainak. 
A szervezetet a Budapesti Corvinus Egyetem Társadalomtudományi Karán tanuló diákok alapították 2007-ben. Működését diákszervezetként kezdte, Gyakorlati Diplomácia Társasága néven, majd 2017-ben vált szakkollégiummá és szerezte meg először erre vonatkozó minősítését a Szakkollégiumok Egyeztető Fórumától. 2019-ben három évre szóló minősítést kapott, és aktív résztvevője a szakkollégiumi mozgalomnak.

## Célja
A szakkollégium fő célja a külpolitika és a diplomácia világának mélyebb megismerése kurzusaikon, illetve különféle szakmai programokon és rendezvényeken keresztül. A képzés nagy hangsúlyt fektet a gyakorlatiasságra, melynek célja az egyetemen szerzett (leginkább elméleti) ismeretek kiegészítése. A szakkollégium támogatja tagjait a kritikai látásmód, a vita- és érveléstechnika, és a különböző kommunikációs és soft skillek fejlesztésében.

## Tevékenysége

### Szakmai programok
A szakkollégium minden héten szervez szakmai programokat a tagok számára. Ezek általában aktuálpolitikai elemzések, vitaklubok, beszélgetések meghívott külsős személyekkel, nagykövetségi látogatások, tanulmányi kirándulások, vagy szimulációk nemzetközi szervezetek működéséről. A tagoknak szóló programokon kívül rendszeresen kerülnek megrendezésre nyílt események, amelyek minden érdeklődő számára nyitottak.

### Közösség
A szakkollégiumban fontos a jó közösség kiépítése, ugyanis a gördülékeny működés, a hatékony szakmai fejlődés, és az életre szóló kapcsolatok mind ennek hatására tudnak kialakulni. Hetente többször kerülnek megszervezésre változatos közösségi programok, illetve spontán összejövetelek is. A tagok évente három-négy többnapos tábor során különböző csapatépítő és szakmai programokon vehetnek részt.
Noha a GyDSz irodája a Corvinus Egyetemen található, a tagok több egyetemről és különféle szakokról érkeznek, ezzel is biztosítva látókörük szélesítését. A szakkollégium tagjai számára a Corvinus Egyetem Ráday utcai kollégiuma biztosít lakhatást, az együttlakás pedig szintén hozzájárul a közösség építéséhez.

### Kurzusok
A szakkollégium kurzusrendszere a szakmaiság egyik alappillére. Ennek teljesítési feltételeit a Szervezeti és Működési Szabályzat határozza meg. A tagoknak minden félévben legalább két kurzust kell teljesíteniük, melyek közül egy kötelezően és egy szabadon választható. A kurzusokat a szakkollégium Szakmai Tanácsa szervezi meg.
Az órák kis létszámú (legfeljebb 10-15 fős) csoportokban zajlanak. A kurzusok témái változatosak, hiszen a tagok érdeklődésén túl a meghívott kurzustartók elérhetősége is meghatározza őket. Minden félévben vannak regionális tanulmányokra fókuszáló (pl. Kína, Közel-Kelet, Nyugat-Balkán) kurzusok. Ezen kívül váltakoznak a nemzetközi kapcsolatok elméletével és gazdasági témákkal foglalkozó, a kommunikációs és soft skilleket fejlesztő, nyelvi, illetve a tudományterület egy-egy ágával foglalkozó kurzusok (pl. protokoll- vagy nemzetközi jogi ismeretek).

## Felépítés és működés
A szakkollégium szervezeti felépítését a Szervezeti és Működési Szabályzat határozza meg. A tagság közgyűléseken vitatja meg a szakkollégium terveit és problémáit, valamint itt választják meg tisztségviselőiket is.
Az elnök koordinálja a szakkollégium működését, megbeszéléseket és közgyűléseket hív össze, valamint jogosult a szakkollégium képviseletére külső fórumokon.
A szakkollégium működését a Kuratórium felügyeli, melynek tagjait a mentorok és az alumni tagság közül választják.
A szakkollégiumnak négy szekciója van, amelyek biztosítják működését. Minden szekció élén egy-egy alelnök áll, akiknek a munkáját szekciónként két koordinátor segíti. A tagoknak kötelező csatlakozniuk valamelyik szekcióhoz, a szekciójelentkezés pedig félévente történik.
- A Szakmai Szekció feladata a szakmai programok megszervezése és lebonyolítása, a szakmai partnerek keresése, és a szakmai lehetőségek felkutatása és megosztása a tagsággal.
- Az Operatív Szekció kezeli a szakkollégium pénzügyeit, jogi dokumentumait, pályázatait, és a működés operatív teendőit.
- A Közösségi Szekció felelős a csapatépítésért, a táborok megszervezéséért, az alumnival való kapcsolattartásért és a társadalmi felelősségvállalásért.
- A Kommunikációs Szekció kezeli a szakkollégium külső megjelenését online és offline, a szervezet belső kommunikációját és a szponzori kapcsolatokat.

A szekciókon kívül három szerv létezik:
- A Szakmai Tanács feladata a tagság szakmai fejlesztése és segítése, valamint a félévente induló kurzusok megszervezése és lebonyolításuk felügyelete.
- A Felvételi Tanács elsődleges feladata az szakkollégium felvételijének megszervezése. Ezen kívül a megnyitott belsős programok, az tájékoztató estek, és a gólyatáborokba való kitelepülés, és az újonnan felvett tagok beintegrálása is az ő hatáskörükbe tartozik.
- A Szerkesztőség minden héten hírlevelet állít össze a tagságnak az utóbbi napok híreiből, így biztosítva a naprakész információkat a tagoknak.

## Külső hivatkozások
A Gyakorlati Diplomácia Szakkollégiumának honlapja
A Gyakorlati Diplomácia Szakkollégiumának Facebook-oldala